# Rivière à Nadeau
Pour les articles homonymes, voir Nadeau.
La Rivière à Nadeau coule entièrement dans le canton de Fortin, dans le territoire non organisé de Mont-Alexandre, dans la municipalité régionale de comté (MRC) Le Rocher-Percé, dans la région administrative de la Gaspésie-Îles-de-la-Madeleine, au Québec, au Canada.
La « Rivière à Nadeau » est un affluent de la Grande Rivière Est laquelle coule jusqu'à la rive Est de la Grande Rivière. Cette dernière descend vers le Sud jusqu'à la rive Nord de la Baie des Chaleurs laquelle s'ouvre vers l'Est sur le golfe du Saint-Laurent.

## Géographie
La « Rivière à Nadeau » prend sa source de ruisseaux de montagne dans la partie centre Est du canton de Fortin dans le territoire non organisé de Mont-Alexandre. Cette source est située à :
- 2,8 km à l'Ouest de la limite du territoire de Percé ;
- 23,0 km au Nord du pont de la route 132 enjambant la Grande Rivière (Percé), tout près de sa confluence dans la Baie-des-Chaleurs.

À partir de sa source, la « Rivière à Nadeau » coule sur 8,9 km répartis selon les segments suivants :
- 3,8 km vers l'Ouest dans le 6e rang dans le territoire non organisé de Mont-Alexandre, jusqu'à la confluence d'un ruisseau (venant de l'Est) ;
- 5,1 km vers le Sud-Ouest dans une vallée encaissée, jusqu'à la confluence de la rivière[1].

La « Rivière à Nadeau » se déverse dans le 8e rang sur la rive Est de la Grande Rivière (Percé). Cette confluence est située à :
- 2,3 km au Nord de la limite du canton de Rameau ;
- 13,2 km en amont de la confluence de la Grande Rivière Est (Percé).

## Toponymie
Le toponyme « Rivière à Nadeau » a été officialisé le 17 janvier 1985 à la Commission de toponymie du Québec.